# Margaret Pittman
Margaret Pittman (Prairie Grove, Arkansas, 20 de gener de 1901 - Cheverly, Maryland, 19 d'agost de 1995) va ser una bacteriòloga estatunidenca que amb la seva recerca va contribuir al desenvolupament de les vacunes de la tos ferina i d'altres malalties infeccioses. Va ser la primera dona cap de laboratori als Instituts Nacionals de Salut dels Estats Units (NHI, de l'anglès National Health Institutes), on va treballar des de 1936 fins a la seva jubilació l'any 1971.

## Biografia
Nascuda a Prairie Grove (Arkansas) el 20 de gener de 1901, Margaret Pittman era filla d'un metge rural, James Pittman, i de la seva esposa, Alice McCornick. Quan ella tenia vuit anys, la família va anar a viure al petit poble de Cincinnati (Arkansas). El poble tenia només una petita escola i per als estudis d'ensenyament secundari Margaret Pittman va haver de tornar a Prairie Grove, on s'estava a casa dels avis, que eren pagesos. Durant les temporades a casa, sovint ella o la seva germana acompanyaven el pare en les seves visites als pacients i l'ajudaven a posar vacunes o a administrar anestèsia, quan calia sedar el pacient. El 1919 el seu pare va morir a causa d'una infecció després d'haver estat intervingut per una apendicitis que va complicar-se amb peritonitis, i abans de morir va demanar a la seva esposa que portés els tres fills a estudiar a Hendrix College. Per pagar-los els estudis, la mare cosia i venia conserves de verdura i fruita que preparava durant l'estiu a Conway, on es trobava el college i van anar a viure després de la mort del pare. Pittman va graduar-se a Hendrix College l'any 1923 en matemàtiques i biologia. Va fer classes durant dos anys al Galloway College a Searcy i, amb els estalvis d'aquells dos anys, va anar a la Universitat de Chicago. No tenia prou diners per seguir estudis de medicina i va aconseguir que l'acceptessin per fer un màster en el Departament de Bacteriologia i Higiene. Pocs mesos abans d'acabar el màster, van oferir-li una beca per fer el doctorat. Era una beca que una companyia d'assegurances va establir després de la pandèmia de grip de 1918 per fer recerca en malalties respiratòries.
De 1928 a 1934 va treballar a l'Hospital de l'Institut Rockefeller de Recerca Mèdica (avui dia pertany a la Universitat Rockefeller). Quan va començar encara no havia acabat el doctorat i el primer any va compaginar la recerca amb la redacció de la tesi doctoral; l'any 1929, durant les seves vacances va anar a Chicago per a llegir-la en la convocatòria d'agost de la Universitat de Chicago. Durant un parell d'anys va treballar al Departament de Salut de l'Estat de Nova York i el 1936 va entrar a treballar als Instituts Nacionals de Salut (NHI), on va estar-se fins a la jubilació, l'any 1971; els últims catorze anys va ser al front de Divisió d'Estàndards Biològics del Laboratori de Productes Bacteriològics. Tot i que el seu càrrec implicava haver de dedicar molt de temps a tasques administratives, Pittman no va abandonar la recerca. Després de la jubilació va seguir col·laborant amb els NHI, sense sou, a més de ser consultora de l'Organització Mundial de la Salut (OMS). En un escrit autobiogràfic de 1990, Pittman parafrasejava el títol del llibre La vida comença als quaranta i, amb relació a la seva etapa de jubilada deia «la vida continua als setanta».
L'any 1981, com a reconeixement dels esforços que la seva mare va fer perquè ella i la seva germana i els seu germà poguessin estudiar a Hendrix College, Pittman va crear la càtedra Virginia A. McCormick Pittman en aquell college. L'actual titular de la càtedra és la psicòloga Jennifer Peszka.
L'any 1993 Margaret Pittman va patir un ictus i va deixar la seva activitat científica. Va morir el 19 d'agost de 1995 a l'Hospital Prince George de Chevelry per insuficiència renal i insuficiència cardíaca congestiva.

## Recerca
Gràcies a la seva recerca a la Universitat Rockefeller, Pittman va ser reconeguda internacionalment ben aviat com a experta en el bacteri Haemophilus influenzae, que causa diverses malalties a les persones i en aquell temps era la causa més freqüent de ceguesa i retard mental i que, fins que no n'hi va haver una vacuna, causava meningitis a la mainada, que en molts casos era letal. Va adonar-se que, com en el cas del pneumococ, algunes soques d'aquest bacteri tenen una càpsula que en facilita la infecció perquè els protegeix contra les defenses naturals de l'organisme i en va identificar sis, que va classificar amb les sis primeres lletres de l'alfabet. Només una de les soques que va identificar, la soca de tipus b, causava la meningitis infantil greu i va desenvolupar un antisèrum per tractar la malaltia.
El seu principal camp de recerca en els NHI, i pel que és més coneguda, estava relacionat amb el desenvolupament d'una vacuna per a la tos ferina. Però no va ser l'únic; els primers anys hi va treballar amb Sahra E. Branham, microbiòloga que havia estat professora seva a la Universitat de Chicago; conjuntament van establir els estàndards per a un antisèrum contra el meningococ i van introduir un mètode estadístic —el mètode de Reed i Münch— en els assajos biològics.
Durant la Segona Guerra Mundial va aconseguir també una fita important en la seva carrera professional. Per evitar les infeccions que sovint patien els soldats ferits que havien rebut una transfusió de sang, amb altres col·legues dels NHI va establir nous estàndards de laboratori i noves proves per a la sang emmagatzemada per assegurar que no estava contaminada. Amb aquestes noves mesures de control, les infeccions van disminuir notablement. Aquests resultats van fer que anys més tard s'establissin protocols per a l'anàlisi de mostres de sang de donacions per comprovar que no estaven contaminades amb el virus de la sida o amb el virus de l'hepatitis.

## Reconeixements
L'any 1970 va rebre el Federal Women's Award, un premi que es va concedir de 1961 a 1976 a dones que treballessin en institucions del Govern dels Estats Units i haguessin destacat en el seu àmbit de treball. L'any 1986 va ser nomenada sòcia honorària de l'Acadèmia Americana de Pediatria per la seva tasca en el desenvolupament de noves vacunes. Els Instituts Nacionals de Salut dels Estats Units organitzen una conferència que duu el seu nom. Va ser elegida presidenta de la Societat Americana de Bacteriologia (nom actual Societat Americana de Microbiologia) i de l'Acadèmia de Ciències de Washington.